# Wernstein am Inn
Wernstein am Inn – gmina w Austrii, w kraju związkowym Górna Austria, w powiecie Schärding. Liczy 1574 mieszkańców.

## Współpraca
Miejscowość partnerska:
- Neuburg am Inn, Niemcy